# Collegio di Cardiff North
Cardiff North è un collegio elettorale gallese rappresentato alla camera dei Comuni del parlamento del Regno Unito. Elegge un membro del parlamento con il sistema maggioritario a turno unico; l'attuale parlamentare è Anna McMorrin del Partito Laburista, che rappresenta il collegio dal 2017.

## Estensione

Cardiff North dal 2010 al 2024

- 1950–1974: i ward del County Borough di Cardiff di Cathays, Central, Gabalfa, Penylan e Plasnewydd.
- 1974–1983: i ward del County Borough di Cardiff di Cathays, Central, Penylan e Plasnewydd.
- 1983–2010: i ward della città di Cardiff di Gabalfa, Heath, Lisvane and St Mellons, Llandaff North, Llanishen, Rhiwbina e Whitchurch and Tongwynlais.
- 2010–2024: le divisioni elettorali di Cardiff di Gabalfa, Heath, Lisvane, Llandaff North, Llanishen, Pontprennau and Old St Mellons, Rhiwbina e Whitchurch and Tongwynlais.
- dal 2024: le divisioni elettorali di Cardiff di Gabalfa, Heath, Lisvane, Llandaff North, Llanishen, Pontprennau and Old St Mellons, Rhiwbina e Whitchurch and Tongwynlais e Taff's Well, che in precedenza era nel collegio di Pontypridd.

Il centro cittadino di Cardiff fu compreso in Cardiff North dal 1950 al 1983, mentre da allora è incluso in Cardiff Central.

## Membri del parlamento
| Elezione | Elezione       | Deputato        | Partito      |
| -------- | -------------- | --------------- | ------------ |
|          | 1950           | David Llewellyn | Conservatore |
| 1959     | Donald Box     |                 | Conservatore |
|          | 1966           | Ted Rowlands    | Laburista    |
|          | 1970           | Michael Roberts | Conservatore |
| Feb 1974 | Ian Grist      |                 | Conservatore |
| 1983     | Gwilym Jones   |                 | Conservatore |
|          | 1997           | Julie Morgan    | Laburista    |
|          | 2010           | Jonathan Evans  | Conservatore |
| 2015     | Craig Williams |                 | Conservatore |
|          | 2017           | Anna McMorrin   | Laburista    |

## Elezioni

### Elezioni negli anni 2020
| Partito                    | Partito                                | Candidato                  | Risultati 4 luglio 2024 | Risultati 4 luglio 2024 |
| Partito                    | Partito                                | Candidato                  | Voti                    | %                       |
| -------------------------- | -------------------------------------- | -------------------------- | ----------------------- | ----------------------- |
|                            | Laburista                              | Anna McMorrin              | 20 849                  | 43,92                   |
|                            | Conservatore                           | Joel Williams              | 9 642                   | 20,31                   |
|                            | Reform UK                              | Lawrence Douglas Gwynn     | 5 985                   | 12,61                   |
|                            | Plaid Cymru                            | Malcolm Phillips           | 4 669                   | 9,84                    |
|                            | Lib Dem                                | Irfan Latif                | 3 168                   | 6,67                    |
|                            | Verdi                                  | Meg Shepherd-Foster        | 3 160                   | 6,66                    |
|                            |                                        |                            |                         |                         |
| Iscritti                   | Iscritti                               | Iscritti                   | 71 335                  | 100,00                  |
| ↳ Votanti (% su iscritti)  | ↳ Votanti (% su iscritti)              | ↳ Votanti (% su iscritti)  | 47 473                  | 66,55                   |
| ↳ Astenuti (% su iscritti) | ↳ Astenuti (% su iscritti)             | ↳ Astenuti (% su iscritti) | 23 862                  | 33,45                   |
|                            |                                        |                            |                         |                         |
|                            | Esito: collegio confermato a Laburista |                            |                         |                         |

### Elezioni negli anni 2010
| Partito                    | Partito                                | Candidato                  | Risultati 12 dicembre 2019 | Risultati 12 dicembre 2019 |
| Partito                    | Partito                                | Candidato                  | Voti                       | %                          |
| -------------------------- | -------------------------------------- | -------------------------- | -------------------------- | -------------------------- |
|                            | Laburista                              | Anna McMorrin              | 26 064                     | 49,49                      |
|                            | Conservatore                           | Mo Ali                     | 19 082                     | 36,23                      |
|                            | Lib Dem                                | Rhys Taylor                | 3 580                      | 6,80                       |
|                            | Plaid Cymru                            | Steffan Webb               | 1 606                      | 3,05                       |
|                            | Brexit                                 | Chris Butler               | 1 311                      | 2,49                       |
|                            | Verdi                                  | Michael Cope               | 820                        | 1,56                       |
|                            | Indipendente                           | Richard Jones              | 203                        | 0,39                       |
|                            |                                        |                            |                            |                            |
| Iscritti                   | Iscritti                               | Iscritti                   | 68 438                     | 100,00                     |
| ↳ Votanti (% su iscritti)  | ↳ Votanti (% su iscritti)              | ↳ Votanti (% su iscritti)  | 52 666                     | 76,95                      |
| ↳ Astenuti (% su iscritti) | ↳ Astenuti (% su iscritti)             | ↳ Astenuti (% su iscritti) | 15 772                     | 23,05                      |
|                            |                                        |                            |                            |                            |
|                            | Esito: collegio confermato a Laburista |                            |                            |                            |

| Partito                    | Partito                                           | Candidato                  | Risultati 8 giugno 2017 | Risultati 8 giugno 2017 |
| Partito                    | Partito                                           | Candidato                  | Voti                    | %                       |
| -------------------------- | ------------------------------------------------- | -------------------------- | ----------------------- | ----------------------- |
|                            | Laburista                                         | Anna McMorrin              | 26 081                  | 50,13                   |
|                            | Conservatore                                      | Craig Williams             | 21 907                  | 42,11                   |
|                            | Plaid Cymru                                       | Steffan Webb               | 1 738                   | 3,34                    |
|                            | Lib Dem                                           | Matt Hemsley               | 1 714                   | 3,29                    |
|                            | UKIP                                              | Gary Oldfield              | 582                     | 1,12                    |
|                            |                                                   |                            |                         |                         |
| Iscritti                   | Iscritti                                          | Iscritti                   | 67 211                  | 100,00                  |
| ↳ Votanti (% su iscritti)  | ↳ Votanti (% su iscritti)                         | ↳ Votanti (% su iscritti)  | 52 022                  | 77,40                   |
| ↳ Astenuti (% su iscritti) | ↳ Astenuti (% su iscritti)                        | ↳ Astenuti (% su iscritti) | 15 189                  | 22,60                   |
|                            |                                                   |                            |                         |                         |
|                            | Esito: collegio passa da Conservatore a Laburista |                            |                         |                         |

| Partito                    | Partito                                   | Candidato                  | Risultati 7 maggio 2015 | Risultati 7 maggio 2015 |
| Partito                    | Partito                                   | Candidato                  | Voti                    | %                       |
| -------------------------- | ----------------------------------------- | -------------------------- | ----------------------- | ----------------------- |
|                            | Conservatore                              | Craig Williams             | 21 709                  | 42,44                   |
|                            | Laburista                                 | Mari Williams              | 19 572                  | 38,26                   |
|                            | UKIP                                      | Ethan R Wilkinson          | 3 953                   | 7,73                    |
|                            | Plaid Cymru                               | Elin Jones                 | 2 301                   | 4,50                    |
|                            | Lib Dem                                   | Elizabeth Clark            | 1 953                   | 3,82                    |
|                            | Verdi                                     | Ruth Osner                 | 1 254                   | 2,45                    |
|                            | Cristiano                                 | Jeff Green                 | 331                     | 0,65                    |
|                            | Alter Change                              | Shaun Jenkins              | 78                      | 0,15                    |
|                            |                                           |                            |                         |                         |
| Iscritti                   | Iscritti                                  | Iscritti                   | 67 215                  | 100,00                  |
| ↳ Votanti (% su iscritti)  | ↳ Votanti (% su iscritti)                 | ↳ Votanti (% su iscritti)  | 51 151                  | 76,10                   |
| ↳ Astenuti (% su iscritti) | ↳ Astenuti (% su iscritti)                | ↳ Astenuti (% su iscritti) | 16 064                  | 23,90                   |
|                            |                                           |                            |                         |                         |
|                            | Esito: collegio confermato a Conservatore |                            |                         |                         |

| Partito                    | Partito                                           | Candidato                  | Risultati 6 maggio 2010 | Risultati 6 maggio 2010 |
| Partito                    | Partito                                           | Candidato                  | Voti                    | %                       |
| -------------------------- | ------------------------------------------------- | -------------------------- | ----------------------- | ----------------------- |
|                            | Conservatore                                      | Jonathan Evans             | 17 860                  | 37,50                   |
|                            | Laburista                                         | Julie Morgan               | 17 666                  | 37,09                   |
|                            | Lib Dem                                           | John Dixon                 | 8 724                   | 18,32                   |
|                            | Plaid Cymru                                       | Llywelyn Rhys              | 1 588                   | 3,33                    |
|                            | UKIP                                              | Lawrence Gwynn             | 1 130                   | 2,37                    |
|                            | Verdi                                             | Christopher von Ruhland    | 362                     | 0,76                    |
|                            | Cristiano                                         | Derek Thomson              | 300                     | 0,63                    |
|                            |                                                   |                            |                         |                         |
| Iscritti                   | Iscritti                                          | Iscritti                   | 65 515                  | 100,00                  |
| ↳ Votanti (% su iscritti)  | ↳ Votanti (% su iscritti)                         | ↳ Votanti (% su iscritti)  | 47 630                  | 72,70                   |
| ↳ Astenuti (% su iscritti) | ↳ Astenuti (% su iscritti)                        | ↳ Astenuti (% su iscritti) | 17 885                  | 27,30                   |
|                            |                                                   |                            |                         |                         |
|                            | Esito: collegio passa da Laburista a Conservatore |                            |                         |                         |

### Elezioni negli anni 2000
| Partito                    | Partito                                | Candidato                  | Risultati 5 maggio 2005 | Risultati 5 maggio 2005 |
| Partito                    | Partito                                | Candidato                  | Voti                    | %                       |
| -------------------------- | -------------------------------------- | -------------------------- | ----------------------- | ----------------------- |
|                            | Laburista                              | Julie Morgan               | 17 707                  | 39,04                   |
|                            | Conservatore                           | Jonathan Morgan            | 16 561                  | 36,51                   |
|                            | Lib Dem                                | John Dixon                 | 8 483                   | 18,70                   |
|                            | Plaid Cymru                            | John Rowlands              | 1 936                   | 4,27                    |
|                            | UKIP                                   | Don Hulston                | 534                     | 1,18                    |
|                            | Forward Wales                          | Alison Hobbs               | 138                     | 0,30                    |
|                            | Rainbow Dream Ticket                   | Catherine Taylor-Dawson    | 1                       | 0,00                    |
|                            |                                        |                            |                         |                         |
| Iscritti                   | Iscritti                               | Iscritti                   | 64 340                  | 100,00                  |
| ↳ Votanti (% su iscritti)  | ↳ Votanti (% su iscritti)              | ↳ Votanti (% su iscritti)  | 45 360                  | 70,50                   |
| ↳ Astenuti (% su iscritti) | ↳ Astenuti (% su iscritti)             | ↳ Astenuti (% su iscritti) | 18 980                  | 29,50                   |
|                            |                                        |                            |                         |                         |
|                            | Esito: collegio confermato a Laburista |                            |                         |                         |

| Partito                    | Partito                                | Candidato                  | Risultati 7 giugno 2001 | Risultati 7 giugno 2001 |
| Partito                    | Partito                                | Candidato                  | Voti                    | %                       |
| -------------------------- | -------------------------------------- | -------------------------- | ----------------------- | ----------------------- |
|                            | Laburista                              | Julie Morgan               | 19 845                  | 45,90                   |
|                            | Conservatore                           | Alastair Watson            | 13 680                  | 31,64                   |
|                            | Lib Dem                                | John Dixon                 | 6 631                   | 15,34                   |
|                            | Plaid Cymru                            | Sion Jobbins               | 2 471                   | 5,71                    |
|                            | UKIP                                   | Don Hulston                | 613                     | 1,42                    |
|                            |                                        |                            |                         |                         |
| Iscritti                   | Iscritti                               | Iscritti                   | 62 667                  | 100,00                  |
| ↳ Votanti (% su iscritti)  | ↳ Votanti (% su iscritti)              | ↳ Votanti (% su iscritti)  | 43 240                  | 69,00                   |
| ↳ Astenuti (% su iscritti) | ↳ Astenuti (% su iscritti)             | ↳ Astenuti (% su iscritti) | 19 427                  | 31,00                   |
|                            |                                        |                            |                         |                         |
|                            | Esito: collegio confermato a Laburista |                            |                         |                         |

## Risultati dei referendum

### Referendum sulla permanenza del Regno Unito nell'Unione europea del 2016
|             | Collegio      | Lasciare UE % | Rimanere in UE % |
| ----------- | ------------- | ------------- | ---------------- |
|             | Cardiff North | 39,1%         | 60,9%            |
|             | Galles        | 52,5%         | 47,5%            |
| Regno Unito | 51,9%         | 48,1%         |                  |